# Erlmühle (Burgbernheim)
Erlmühle (fränkisch: Älmühl) ist eine Wüstung auf dem Gemeindegebiet der Stadt Burgbernheim im Landkreis Neustadt an der Aisch-Bad Windsheim (Mittelfranken, Bayern). Der Ort lag in der Gemarkung Burgbernheim.

## Geografie
Die Einöde lag am Erlbach, einem linken Zufluss der Ens. Circa 500 Meter nordwestlich erhebt sich der Hochbacher Weinberg, circa einen Kilometer nordöstlich der Hirschbuck (357 m ü. NHN). Erlmühle lag an einer Gemeindeverbindungsstraße, die nach Hochbach (1,1 km nördlich) bzw. nach Burgbernheim verläuft (2 km südöstlich).

## Geschichte
Im Burgbernheimer Kirchenbuch von 1601 wurde ein „Hannß, Jorg Preussen, Erlmüllers hinterlaßner Sohn“ genannt. Dies ist zugleich die erste schriftliche Erwähnung des Ortes. Das Bestimmungswort ist die Erle.
Unter der preußischen Verwaltung (1792–1806) des Fürstentums Bayreuth erhielt die Erlmühle die Hausnummer 200 des Ortes Burgbernheim.
Von 1797 bis 1810 unterstand der Ort dem Justizamt Külsheim und Kammeramt Ipsheim. Im Rahmen des Gemeindeedikts wurde die Erlmühle dem 1811 gebildeten Steuerdistrikt Burgbernheim und der 1813 gebildeten Munizipalgemeinde Burgbernheim zugeordnet. In einer topographischen Karte von 1961 wurde der Ort letztmals verzeichnet.

## Einwohnerentwicklung
| Jahr      | 001818 | 001836 | 001840 | 001861 | 001871 | 001885 | 001900 | 001925 | 001950 | 001961 | 001970 |
| Einwohner | 8      | 7      | 7      | 9      | 8      | 9      | 0      | 3      | 6      | 7      | *      |
| Häuser    | 1      | 1      | 1      |        |        | 1      | 1      | 1      | 1      | 1      |        |
| Quelle    | [ 8 ]  | [ 9 ]  | [ 10 ] | [ 11 ] | [ 12 ] | [ 13 ] | [ 14 ] | [ 15 ] | [ 16 ] | [ 17 ] | [ 18 ] |

## Religion
Der Ort war evangelisch-lutherisch geprägt und bis heute nach St. Johannis (Burgbernheim) gepfarrt. Die Katholiken waren nach St. Bonifaz (Bad Windsheim) gepfarrt.

## Weblink
- Erlmühle in der Ortsdatenbank von bavarikon, abgerufen am 19. August 2021.